# 博羅克 (科留科夫卡區)
51°53′18″N 32°39′22″E / 51.88833°N 32.65611°E
博羅克（烏克蘭語：Борок），是烏克蘭北部的村莊，隸屬切爾尼希夫州的科留基夫卡區。該村面積0.56平方公里，海拔高度160米，2001年人口49，人口密度每平方公里86.88人。